# سوزان أنطون
سوزان أنطون (بالإنجليزية: Susan Anton)‏ مواليد 12 أكتوبر 1950 في يوكيبا، سان بيرناردينو، كاليفورنيا، الولايات المتحدة، هي مغنية ومغنية وممثلة أمريكية بدأت مسيرتها الفنية عام 1969.

## السيرة الذاتية
تخرجت أنطون من مدرسة ثانوية يوكايبا، كاليفورنيا سنة 1968 في مدينة يوكيبا، سان بيرناردينو، كاليفورنيا، ثم التحقت بكلية سان برناردينو فالي.
فازت بملكة جمال كاليفورنيا سنة 1969، ثم وصيفة ملكة جمال أمريكا في نفس العام.

### الألبومات
| السنة | اسم الألبوم | ملاحظة |
| ----- | ----------- | ------ |
| 2001  | One Night   |        |

### الأغاني المنفردة
| السنة | اسم الأغنية  | ملاحظة |
| ----- | ------------ | ------ |
| 1980  | Killin' Time |        |

## وصلات خارجية
- سوزان أنطون على موقع IMDb (الإنجليزية)
- سوزان أنطون على موقع روتن توميتوز (الإنجليزية)
- سوزان أنطون على موقع ألو سيني (الفرنسية)
- سوزان أنطون على موقع ميوزك برينز (الإنجليزية)
- سوزان أنطون على موقع تيرنر كلاسيك موفيز (الإنجليزية)
- سوزان أنطون على موقع أول موفي (الإنجليزية)
- سوزان أنطون على موقع قاعدة بيانات برودواي على الإنترنت (الإنجليزية)
- سوزان أنطون على موقع قاعدة بيانات الأفلام السويدية (السويدية)
- سوزان أنطون على موقع إن إن دي بي (الإنجليزية)
- سوزان أنطون على موقع ديسكوغز (الإنجليزية)

- الموقع الإلكتروني